# Floris van Rekom
Floris van Rekom (Apeldoorn, 8 maggio 1991) è un pallavolista olandese, schiacciatore dello Sliedrecht.

## Carriera

### Club
La carriera di Floris van Rekom inizia nei Paesi Bassi, dove muove i primi passo nelle giovanili dello Sliedrecht, club col quale fa il debutto in A-League nella stagione 2008-09; nella stagione seguente si trasferisce alla Dynamo Apeldoorn, con cui conquista, in un triennio, uno scudetto, due coppe nazionali e una supercoppa. 
Terminata l'esperienza in patria approda nel massimo campionato italiano, dove disputa la stagione 2012-13 nelle file della Sir Safety Perugia. Nel campionato 2013-14 passa al Duvel Puurs, società militante nel campionato belga, mentre nell'annata successiva affronta la medesima competizione con il Topvolley Antwerpen.
Per il campionato 2015-16 è in Francia con il Nantes, club militante nella Ligue A, con cui resta per un triennio, per poi accasarsi, nell'annata 2018-19 al Tours, nella stessa divisione, con cui vince la Coppa di Francia e lo scudetto. Nella stagione 2019-20 veste la maglia del Rüsselsheim, nella 1. Bundesliga tedesca, militandovi per un biennio, tornando quindi allo Sliedrecht nel campionato 2021-22.

### Nazionale
Nel 2011 entra a far parte della nazionale olandese, con la quale vince l'European League 2012 e poi la medaglia di bronzo nel Memorial Hubert Wagner 2013.

## Palmarès

### Club
- Campionato olandese: 1

2009-10
- Campionato francese: 1

2018-19
- Coppa dei Paesi Bassi: 2

2009-10, 2010-11
- Coppa di Francia: 1

2018-19
- Supercoppa olandese: 1

2010

### Nazionale (competizioni minori)
- European League 2012
- Memorial Hubert Wagner 2013